# 我的特工爷爷
《我的特工爷爷》（英語：My Beloved Bodyguard），（前名《老卫兵》）是洪金宝导演的一部香港动作片，万诱引力电影公司、安乐影片有限公司和映艺娱乐等公司联合出品，洪金宝、陈沛妍、朱雨辰、冯嘉怡、李勤勤主演，刘德华监制并特别演出。故事背景为中俄边境的黑龙江绥镇市，讲述发生在退休军官老丁与邻居女孩春花之间的感人故事。原定2015年上映，后改在2016年4月1日上映。

## 剧情
丁虎曾是在北京警卫局里的一名中國共產黨中央特別行動科特工，拥有一身御敌制胜的好身手并保护过国家领导人。现在已经60多岁的他退休回到了老家黑龙江，租住在一位老太太朴仙女的房子里。之前他有一个悲惨的事情，就是在带领外孙女一起郊游时将她搞丢了，这成为他晚年无法忘却的一大伤痛。一次他目睹了以崔东宪为首的本地黑帮的一次打斗杀人事件，然而在警局里作为目击证人指认崔东宪时，他却出了问题，后来经过医生的体检，得知自己患上了老年痴呆症的前期特征——健忘症，于是他买了一个录音器以备不时之需。
李春花是老丁的邻居女孩，她与爸爸李政久也租住在朴老太的房屋里，由于爸爸不务正业并爱赌博时常欠债，导致他与妻子分了手，父女二人也经常吵嘴，每当春花不开心时她就去找老丁。老丁对她很是照顾，不仅经常做饭给她吃，两人还有时一起去钓鱼游玩。
李政久由于在崔东宪的赌场里欠债25万元，于是他被迫接受了对方交代给他的一个任务：到俄罗斯海参崴其堂哥所工作的酒店里偷俄罗斯黑手党的一个提包。他在秘密行动时被对方发现，但凭着不凡的身手成功夺得装有不少珠宝的包并乘车逃离。由于崔东宪的手下告知李政久那笔债务并没一笔勾销，气愤的李就将那人踢下车，独自开车带着那包珠宝开始了逃亡之旅。俄罗斯黑手党抓住并杀死了李政久的堂哥，崔东宪则从李政久的亲朋口中得知李有一女，于是派了三名手下要将春花绑架过来。绑架当晚幸得到老丁的救助，春花逃脱崔东宪的魔爪后就暂住到了叔公家里。而那两名执行任务失败的手下则被打发到乡下以躲避警方的追捕。后来俄罗斯黑帮查到是崔东宪派的人抢走了他们的珠宝，于是他们找到了跟崔有关系的中国黑帮大佬华叔商量解决此争端；但当华叔问及是否有此事时，得到了崔的否认，华叔也因此记恨上了崔。
春花的叔公不愿意长期照顾她，于是她后来就暂住到了老丁房里。房东朴老太爱慕老丁，但是老丁却没有这方面的意愿。一个晚上，李政久带着那个包来找老丁，拿出一些钱来感谢老丁，并请其继续帮忙照顾春花。就在当晚，李受到崔东宪及其手下的围攻而惨死，其所住的房屋也被焚毁。老丁没有看到春花的下落，就怀疑春花被崔某抓走了，于是打算从黑帮中解救出她。在行动之前，他向朴老太诉说了自己的一生经历，并称自己不值得她如此照顾自己，还打电话给许久未联系的女儿，向其表示自己对丢失外孙女的歉意。
最终老丁只身前往崔东宪的老巢，将对方手下一一打伤。此时俄罗斯黑帮也找崔寻仇算账，崔的手下经受不住第二轮折磨，全部都被击倒，于是那包珠宝再次回到了俄黑帮的大佬手中，自卫的老丁也将那几名袭击他的俄罗斯黑帮打倒在地。俄黑帮的大佬驾车逃离时受到朴昌盛等警察的追捕，而后遭遇车祸而落网。身受重伤的崔东宪徒步逃离，老丁在后面紧追不舍，崔之后死在已经背叛自己为华叔效力的两名原属下手中。
由于没有春花的下落，老丁的记忆力又下降了。突然有一天，春花回到了他的身边，原来她之前一直居住在同学吴美丽的家里。从此以后，失去了父亲的春花就与丁爷爷长期生活在了一起，彼此成为家人一样互相照顾着对方。

## 角色
| 演員               | 角色                                 |
| 洪金寶             | 退休的中央特別行動科特工丁虎（老丁） |
| 陈沛妍             | 李春花，老丁的邻居女孩               |
| 冯嘉怡             | 崔东宪，中國有組織犯罪集團老大       |
| 李勤勤             | 朴仙女，朝鲜族，房东大妈，爱慕老丁   |
| 朱雨辰             | 朴昌盛，警察，朴仙女之子             |
| 刘德华（特别演出） | 李政久，春花父亲，嗜赌欠债的江湖浪子 |
| 冯绍峰（客串）     | 胡医生                               |
| 胡 军（客串）      | 王局长                               |
| 石 天（客串）      | 路边老头甲                           |
| 麦 嘉（客串）      | 路边老头乙                           |
| 徐 克（客串）      | 路边老头丙                           |
| 宋佳（客串）       | 春花母亲，李政久的老婆（年轻时期）   |
| 吉丽（客串）       | 春花母亲，李政久前妻（离婚之后）     |
| 元彪（客串）       | 公安局张处长                         |
| 元秋（客串）       | 街道办事处主任                       |
| 元华（客串）       | 邮递员                               |
| 元宝（客串）       | 朱三，黑帮成员                       |
| 元庭（客串）       | 华叔，黑帮大佬                       |
| 彭于晏（客串）     | 武警队长                             |
| 杜奕衡（客串）     | 金四，崔东宪手下的高手               |
| 牟星（客串）       | 劉警官                               |

## 制作
《老卫兵》剧本为第三届北京国际电影节创投大奖得主。
2014年8月在黑龙江绥芬河市的大白楼、北海公园、旗镇广场、百年火车站等多地取景拍摄。除了黑龙江，影片还在俄罗斯海参威取景。同年9月下旬杀青。

## 发行
2015年6月7日，先导海报曝光。2016年3月23日，洪金宝、刘德华和陈沛妍出席在广州举行的“打动人心”发布会。3月25日，洪金宝、朱雨辰、陈沛妍来到杭州浙江工业大学作高校放映首站。

## 電影歌曲
| 曲別   | 歌曲       | 作曲           | 作詞           | 編曲   | 演唱           |
| 主題曲 | 原谅我     | 刘德华、易桀齐 | 刘德华、易桀齐 | 蔡晓恩 | 刘德华         |
| 宣传曲 | 爷爷的情书 | 叶圣涛         | 周洁颖         | 孔凡东 | 刘楚恬、洪金宝 |

## 票房
中国大陆首周三天收获1.677亿人民币次于《蝙蝠侠大战超人：正义黎明》列第二位，次周收1.27亿列第三位，最终累计3.24亿。
香港首周三天获得361万港币列第四位，次周取得432万蝉联第四，10天累计794万，最终成绩为981万，位列年度华语片第七位。
台灣方面，最終累計票房達到2000萬新台幣。